# Karnataka High Court

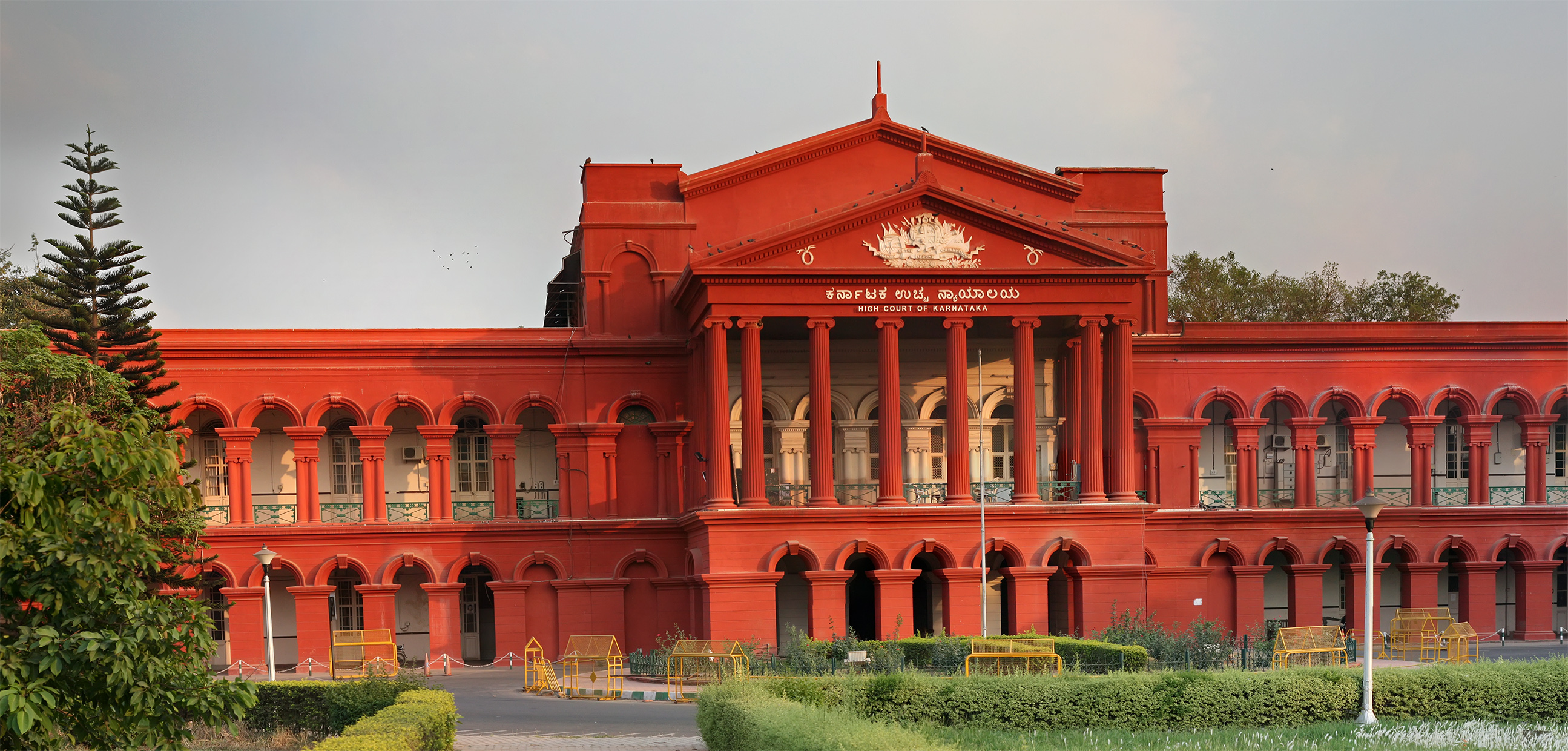
Sitz des Karnataka High Courts in Bengaluru

Der Karnataka High Court (Kannada ಕರ್ನಾಟಕ ಹೈ ಕೋರ್ಟ್) ist ein Obergericht in Indien. Es zählt zu den ältesten High Courts in Indien. Seine Zuständigkeit erstreckt sich auf den Bundesstaat Karnataka.

## Geschichte

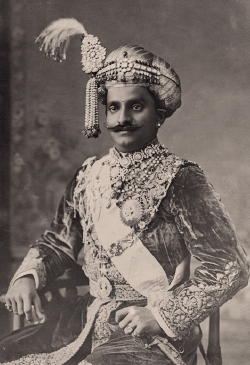
Maharaja Chamarajendra Wadiyar X.

Im Jahr 1799 starb Tipu Sultan, der Herrscher von Mysore, der über viele Jahre hinweg größtenteils im Bündnis mit Frankreich gegen die Britische Ostindien-Kompanie Krieg geführt hatte. Im anschließenden Frieden musste Mysore große Gebiete abtreten und die Briten setzten anstelle der bisherigen Muslim- wieder die alte Hindu-Dynastie der Wodeyar als Herrscher in Mysore ein. Fortan verblieb Mysore in einem Abhängigkeitsverhältnis von den Briten. Die Wodeyar-Dynastie herrschte in Mysore bis zum Anschluss Mysores an Indien am 24. September 1947. Unter Maharaja Chamarajendra Wadiyar X., der von 1863 bis 1894 regierte, erfolgte eine Reihe von Justizreformen, die das Rechtssystem nach britischem Vorbild reorganisierten. Im Jahr 1884 wurde ein Chief Court of Mysore in Bangalore (seit 2014: Bengaluru) mit drei Richtern als oberstes Gericht für den Fürstenstaat eingerichtet. Der Gerichtshof nahm am 28. Mai 1884 seine Arbeit auf. Die Zahl der Richter wurde 1908 bis 1909 kurzzeitig auf vier erhöht. Ab 1935 waren erneut vier und in der Endphase Britisch-Indiens sechs Richter am High Court tätig. 1930 wurde der Name des Gerichts in High Court of Mysore geändert und der vorsitzende Richter erhielt den Titel Chief Justice. Nach der Unabhängigkeit Indiens 1947 und der Gründung der Republik 1950 nahm das Gericht dieselbe Funktion als Obergericht im neuen Bundesstaat Mysore wahr. Der Bundesstaat wurde 1956 im States Reorganisation Act erheblich vergrößert und umfasste danach im Wesentlichen alle Kannada-sprachigen Gebiete. Dementsprechend erweiterte sich auch die Jurisdiktion des Mysore High Courts. Als der Bundesstaat 1973 in ‚Karnataka‘ umbenannt wurde, erhielt auch der High Court den neuen Namen Karnataka High Court.

## Gebäude
Das repräsentative Gebäude, in dem der High Court seinen Sitz hat, wurde 1864 bis 1868 im griechisch-römischen Stil mit neo-antikem Portikus errichtet. Das in intensivem Rot gestrichene zweistöckige Gebäude ist unter dem Namen Attara Kacheri („18 Abteilungen“) bekannt. 1982 gab es Pläne zum Abriss des Gebäudes, die aber abgewendet werden konnten.

## Gegenwärtige Gerichtsorganisation
Seit der Unabhängigkeit hat die Zahl der Richter am Karnataka High Court kontinuierlich zugenommen. Derzeit sind einschließlich des Vorsitzenden 25 Richter am Karnataka High Court tätig. Da der Sitz des Gerichts ganz im Südosten in der Peripherie des Bundesstaates liegt, gab es frühzeitig Rufe nach der Einrichtung von Zweigstellen in anderen Regionen Karnatakas um den Streitparteien die lange Anreise zu verkürzen. Im Jahr 2006 wurde mit dem Bau von Gerichtsgebäuden in Kalaburagi und Dharwad begonnen. Am 6. Juni 2013 erhielten diese Einrichtungen einen Status als dauerhafte Einrichtungen (benches), so dass die bisher nur temporär hier tätigen Richter dauerhaft hier tätig wurden. Im Jahr 2017 waren 14 Richter in Bengaluru, sechs Richter in Dharwad und vier Richter in Kalaburagi tätig. Die direkt untergeordneten Gerichtsinstanzen sind die 30 Distriktgerichte von Karnataka und die übergeordnete (Berufungs-)Instanz ist der High Court of India, das oberste Gericht Indiens.